# Uithuizermeeden
Uithuizermeeden (Gronings: Meij of Mij) is een dorp in de gemeente Het Hogeland, in het noorden van de Nederlandse provincie Groningen. Uithuizermeeden (in de 19e eeuw Uithuistermeeden) is tevens de naam van de voormalige gemeente, die tot 1979 bestond.

## Geschiedenis
Tot 1200 bestond Uithuizermeeden uit enkele wierden (terpen), ter hoogte van waar nu de Hervormde Kerk staat. Rond 1200 werd een dijk aangelegd (ter hoogte van de Oudedijksterweg, Kerkstraat en Havenweg) met in het noorden de Waddenzee en in het oosten de monding van Fivel. In de Fivelmonding zat een geul die Tjariet genoemd werd. In de 17e eeuw werden er op het strand touwen gedraaid (deze touwenbaan werd na inpoldering van ca. 1650 "Lijnbaan" genoemd). Dat doet vermoeden dat er in Uithuizermeeden veel zeilactiviteit was, mogelijk voor de visserij en handel. De plaats werd meermalen zwaar getroffen door overstromingen: Bij de Sint-Maartensvloed van 1686 en de Kerstvloed van 1717 vielen respectievelijk 313 en 208 slachtoffers; bij beide het hoogste aantal doden van de provincie.
De naam Uithuizermeeden betekent: de gras- of hooilanden (de meeden van Uithuizen; zie made). Dat dit een van oorsprong nat gebied moet zijn geweest, alleen geschikt voor grasland, wordt duidelijk door namen als Schapeweg en Hooilandseweg. Deze laatste loopt van het dorp het oorspronkelijke natte gebied in naar het oosten, tot aan de Groote Tjariet. Aan deze weg liggen Roodeschool en helemaal in het oosten Oosteinde.
Uithuizermeeden heeft verschillende borgen gehad, waarvan de Rensumaborg als enige is overgebleven. Deze dateert uit het eind van de 15e eeuw en is in 1710 grondig verbouwd.

## Ligging en bereikbaarheid
Uithuizermeeden is gelegen op het Hogeland aan het einde van de Meedstermaar. Twee kilometer ten westen van het dorp ligt Uithuizen en twee kilometer naar het oosten ligt Roodeschool. Uithuizermeeden is over de weg onder meer bereikbaar via de Provinciale weg 363 en beschikt over een treinstation aan de spoorlijn Sauwerd - Roodeschool.

### Eemshaven
Enkele kilometers ten noordoosten van Uithuizermeeden ligt de Eemshaven. Deze werd omstreeks 1970 aangelegd. De plannen werden ontwikkeld door de waterstaatkundigen ir. J. van Veen en ir. N. Nanninga. Het ontwerp is van de in 1959 overleden waterstaatkundig ingenieur Johan van Veen. Elf jaar na zijn overlijden konden de plannen gerealiseerd worden. Naar hem werd het centrale plein in Uithuizermeeden — het "Johan van Veenplein" — genoemd. Van Veen ontwierp de haven dusdanig dat schepen met een grote diepgang toegang kregen tot de haven.

## Kerken
In Uithuizermeeden staan drie kerken:
- De Mariakerk in de Torenstraat werd gebouwd in de 13e eeuw, maar is in de loop der tijd diverse malen verbouwd, zodat het middeleeuwse karakter bijna geheel aan het oog is onttrokken. De kerk ziet er sinds de 19e eeuw neoclassicistisch uit. De Mariakerk heeft een orgel ontworpen door de orgelbouwer Albertus Antoni Hinsz, maar na zijn overlijden afgebouwd door Matthijs Hansen Hardorff.[3] De oorspronkelijk katholieke kerk werd na de Reductie van Groningen een protestantse kerk.
- Het gebouw van de Nederlandse Gereformeerde Kerken in de Kerkstraat werd in de 19de eeuw gebouwd voor de na de Afscheiding in Uithuizermeeden gevormde kerkelijke groepering, die het gebouw in 1874 in gebruik nam. Na 1944 kwam het gebouw in het bezit van de Gereformeerde Kerk Vrijgemaakt. In 2023 is dit kerkverband opgegaan in de Nederlandse Gereformeerde Kerken.
- Het Anker is rond 1972 gebouwd in een bocht van de Oude Dijksterweg en wordt gebruikt door de Gereformeerde Synodale gemeente. Op die plaats heeft eerst een grote boerderij gestaan op een verhoging (mogelijk een terp). Voordat het Anker gebouwd is, deelde de Gereformeerde Synodale gemeente een kerkgebouw met de Gereformeerd Vrijgemaakte gemeente aan de Kerkstraat.

## Begraafplaats
Op de Algemene Begraafplaats van Uithuizermeeden bevinden zich vijf oorlogsgraven uit de Tweede Wereldoorlog.
1. Sietse Hendrik Willem Bergsma (1901-1945)[4]. Hij was  ambtenaar op de secretarie van de gemeente Uithuizermeeden en verzetsstrijder. Nadat hij op 26 februari 1945 door de Duitsers was opgepakt werd hij naar Groningen gebracht. Op 8 april werd hij met zeven andere verzetsmannen geëxecuteerd bij Norg. Zijn lichaam werd na de oorlog ontdekt in een massagraf in Anloo, waarna hij werd herbegraven; 43 jaar.

Oorlogsgraven:
1. Een onbekende sergeant (Air Gunner) van de RAF, overleden op 09-06-1943.
2. Jacek Strzyzewski (1912-1942), een Pools kapitein[5] die op terugweg van een bombardement op Wilhelmshaven met zijn vliegtuig in de Dollard stortte. De gehele bemanning sneuvelde, Klewicz Tadeusz Józef werd in Oldenburg begraven, de andere vier mannen werden niet teruggevonden; 29 jaar
3. Brian Alfred Carter Richards, een Britse piloot van het No 7 Squadron RAF, gesneuveld op 30-06-1942; 20 jaar.
4. Miroslav Jindra, Sergeant Royal Air Force. Geb.05-03-1916 en overleden op 19-07-1941; 25 jaar
5. Alexander Robertson Pirie, commandant (Master Merchant Navy) van de S.S. Joseph Swan (London), overleden op 04-09-1940; 56 jaar

## Voormalige gemeente
De gemeente Uithuizermeeden (vroeger: Uithuistermeeden) bestond tot 1979 uit de dorpen, gehuchten en buurtschappen: Hefswal, Koningsoord, Oldenzijl, Oosteinde, Oosternieland, Oudeschip, Paapstil, Roodeschool en Valom (gedeeltelijk). Ook de Eemshaven lag grotendeels in de gemeente Uithuizermeeden.
Het voormalige gemeentehuis van Uithuizermeeden werd ontworpen door de Groninger architect A.L. van Wissen (1878-1955). In het pand bevinden zich enkele bijzondere glas-in-loodramen, waaronder een drietal van Charles Eyck (1897-1983) dat in 1949 door de provincie Limburg aan de gemeente werd geschonken als dank voor het opvangen van vluchtelingen tijdens de Tweede Wereldoorlog.
In 1979 werd de gemeente Uithuizermeeden opgeheven en vormde zij, samen met de gemeente Uithuizen, de gemeente Hefshuizen. Deze gemeente werd in 1992 hernoemd naar Eemsmond. Sinds 2019 is Uithuizermeeden onderdeel van de fusiegemeente Het Hogeland.

## Rijksmonumenten
- Lijst van rijksmonumenten in Uithuizermeeden

## Sport en recreatie
- Uithuizermeeden kent één voetbalvereniging: SV de Heracliden.
- Uithuizermeeden kent momenteel één fanfare: Soli Deo Gloria.

## Geboren
- 1860 - Jan Westerdijk, politicus
- 1868 - Tammo Egge Welt, paardenfokker en burgemeester van Usquert
- 1893 - Johan van Veen, waterstaatsingenieur
- 1915 - Jan Gerrit Krol, politicus
- 1939 - Hans Werkman, dichter, schrijver en literair criticus van protestantse signatuur
- 1948 - Loeki Knol, zangeres en actrice
- 1989 - Jorrit Kunst, voetballer

## Bekende bewoners
- 1907-1924 Willem de Mérode, dichter
- 1913-1986 Hugo Brouwer, kunstenaar
- 1994- Jaap van Meeuwen, beeldhouwer

## Foto's

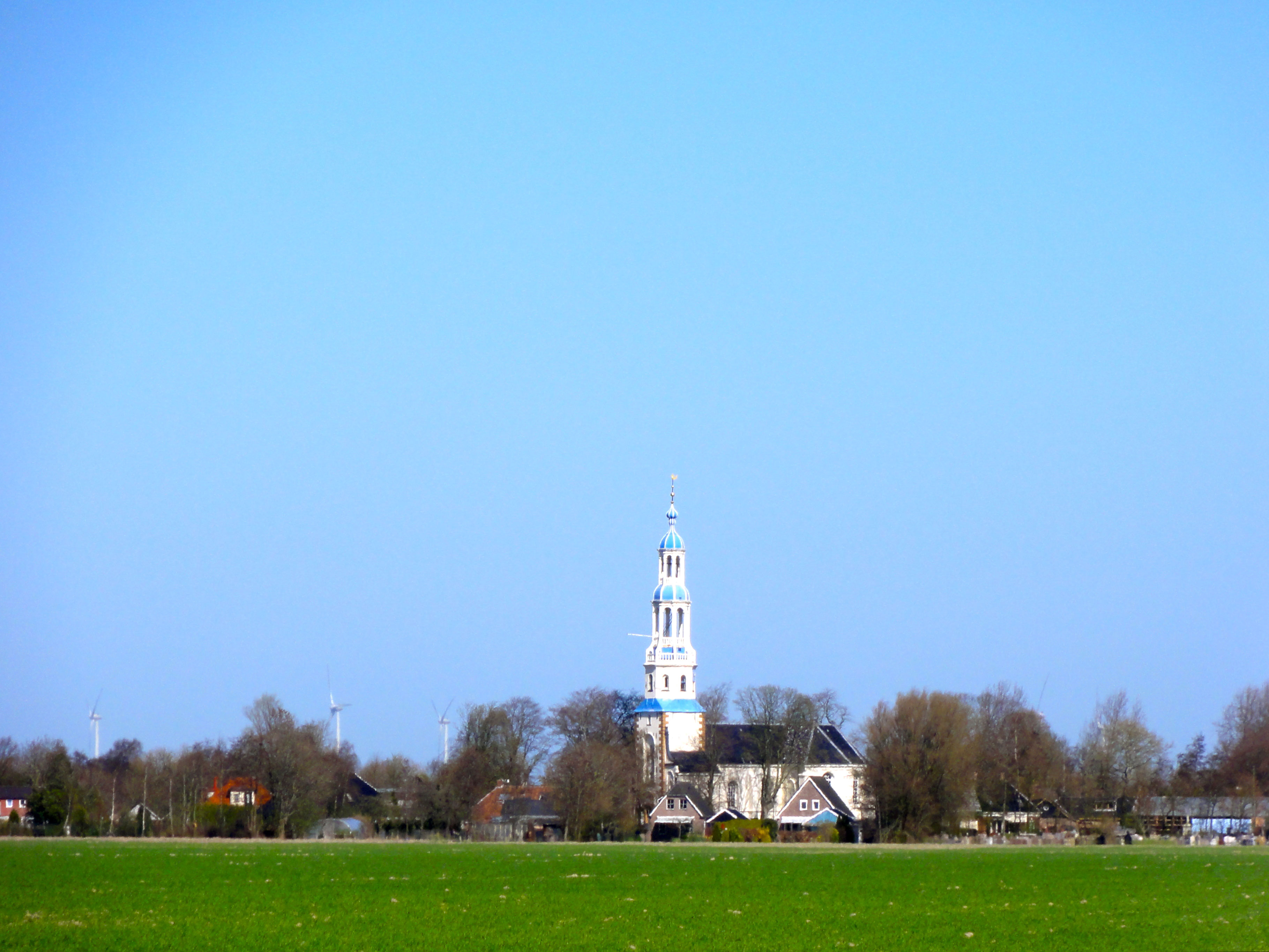
Zicht op Uithuizermeeden
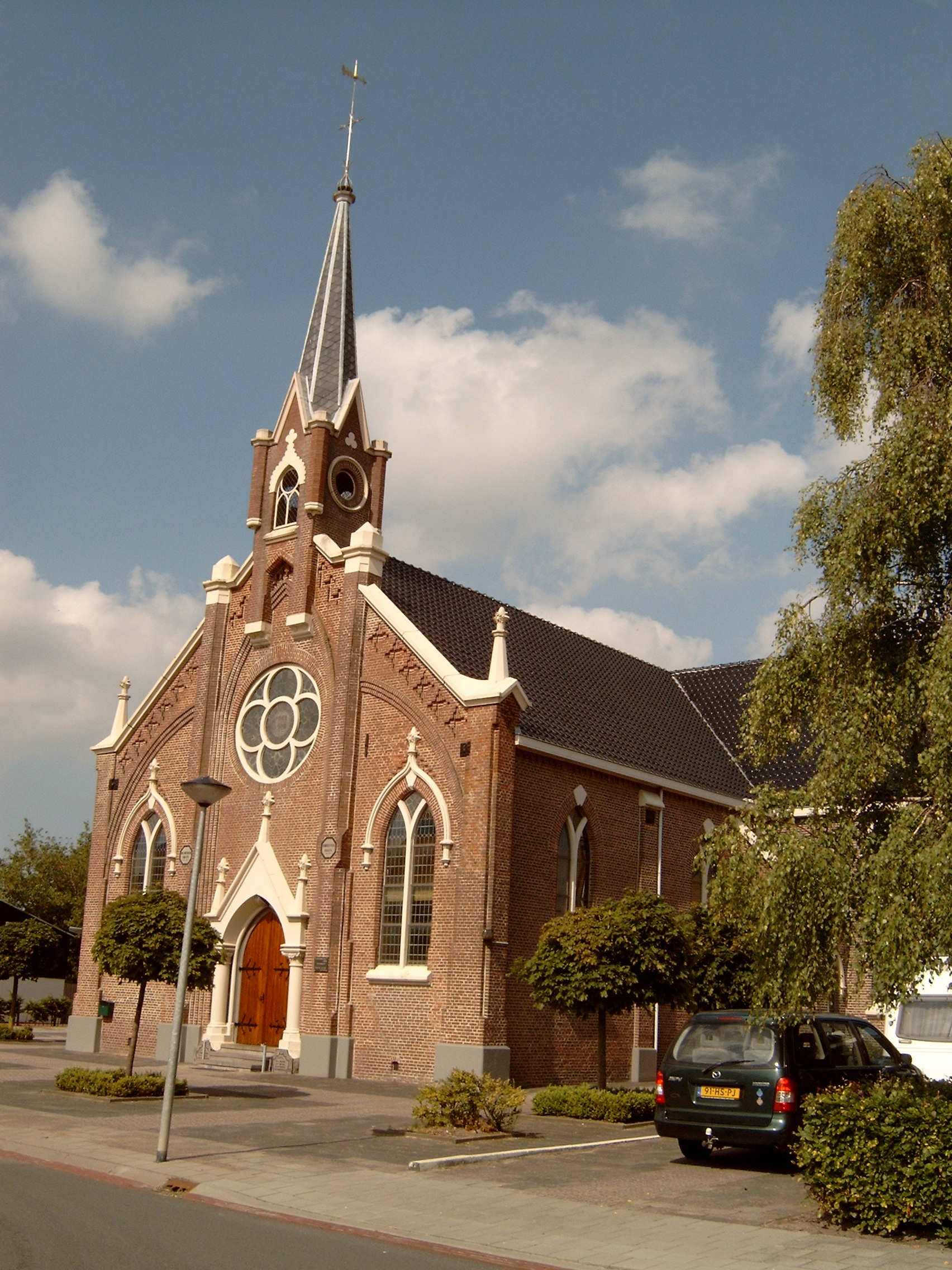
Nederlandse Gereformeerde kerk (1874)
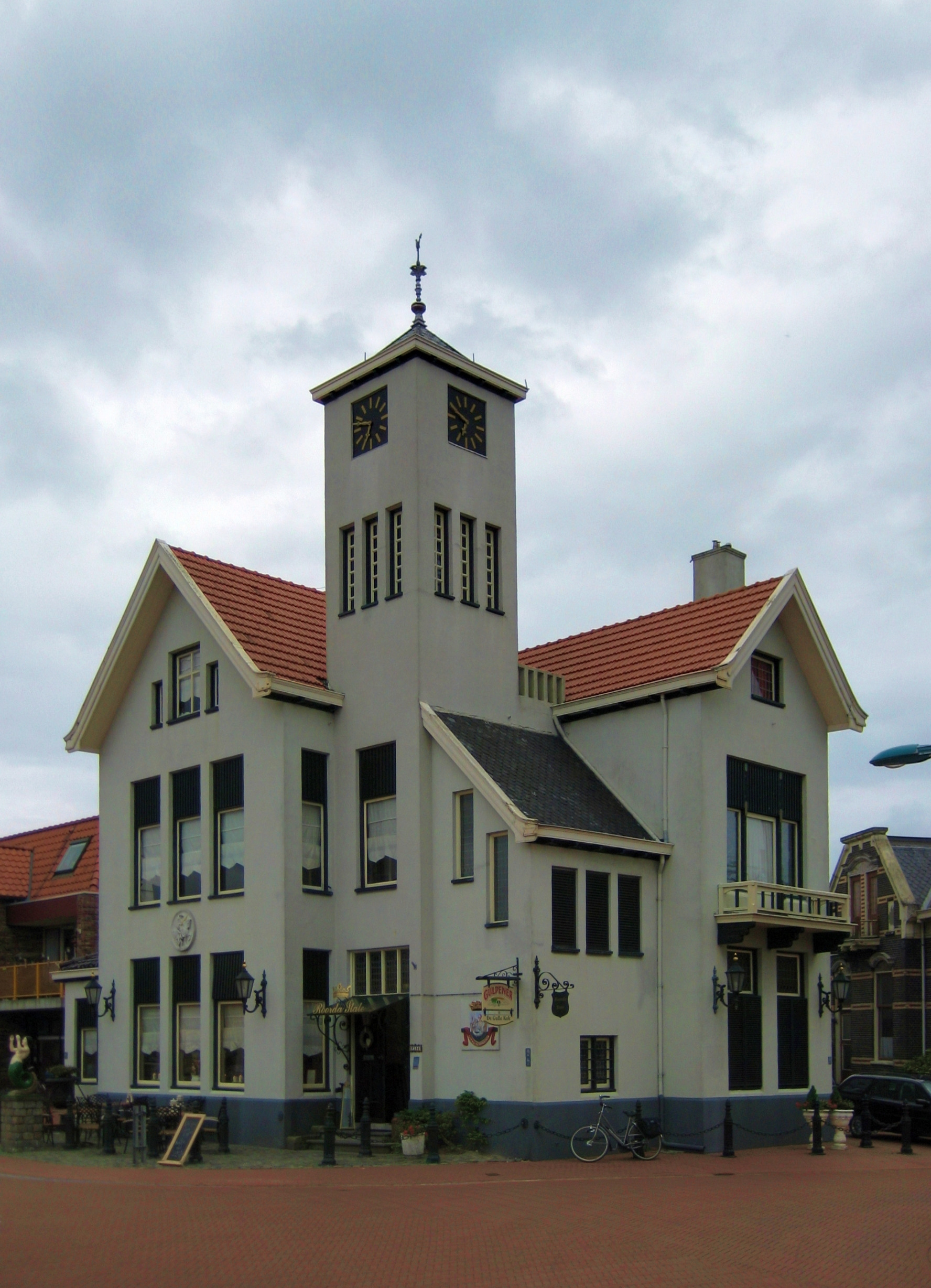
Voormalig gemeentehuis (1908; ontwerp door Van Wissen)
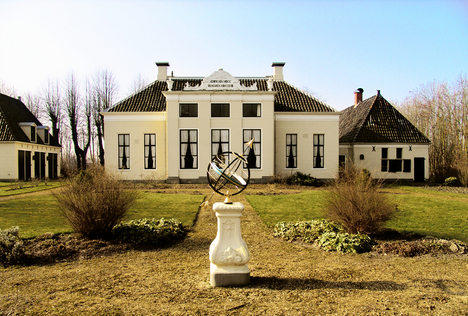
Rensumaborg (ca. 1500; achterzijde/noordgevel)
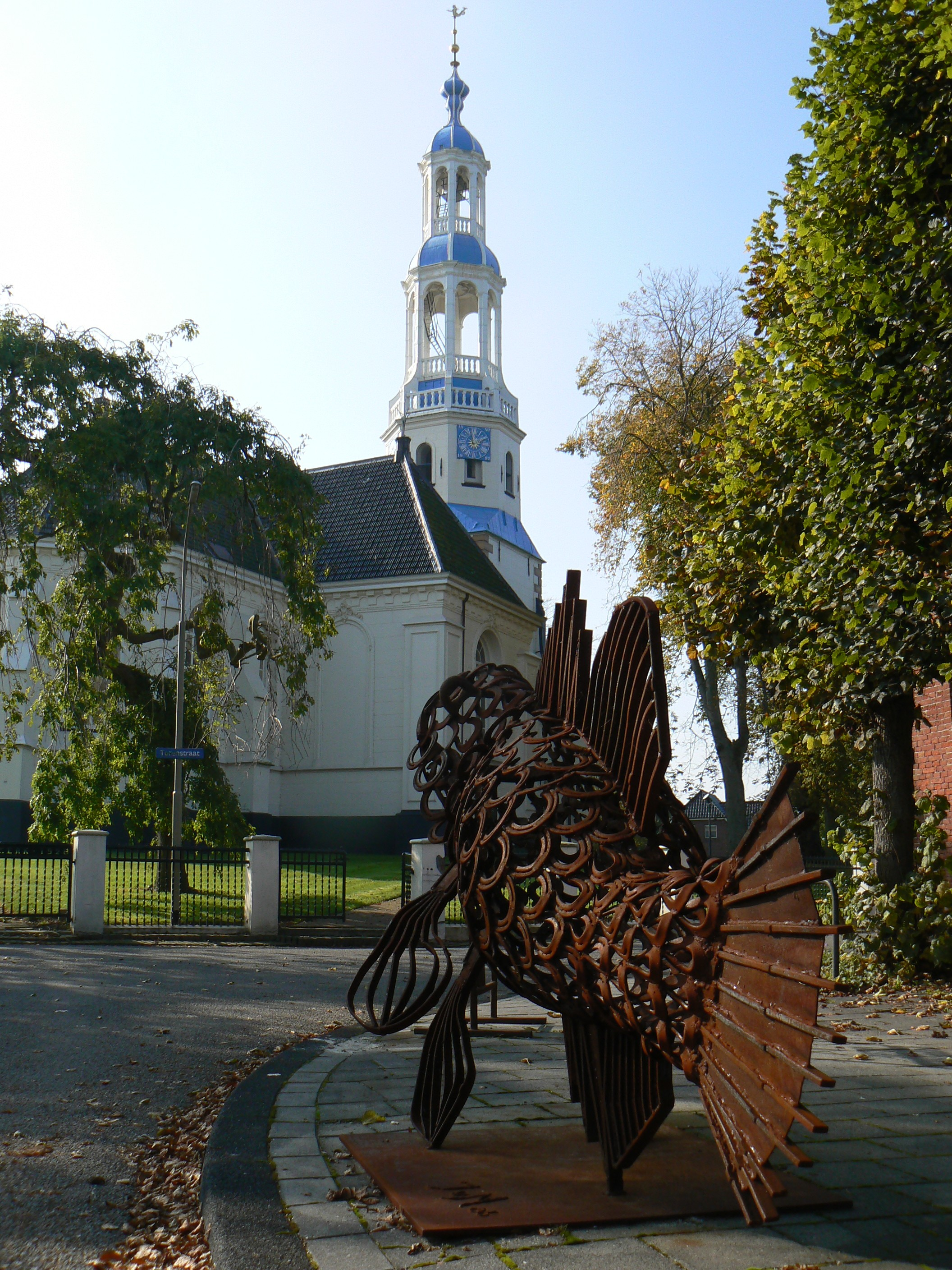
Mariakerk (13e eeuw) met Vis-kunstwerk van Jaap van Meeuwen op voorgrond

Hoofdplaats: Uithuizen

Dorpen: Adorp · Den Andel · Baflo · Bedum · Eenrum · Eppenhuizen · Hornhuizen · Houwerzijl · Kantens · Kloosterburen · 't Lage van de Weg · Lauwersoog · Leens · Leenstertillen · Lutjewolde · Mensingeweer · Molenrij · Niekerk · Noordwolde · Oldenzijl · Onderdendam · Onderwierum · Oosteinde · Oosternieland · Pieterburen · Rasquert · Rodewolt · Roodeschool · Rottum · Saaxumhuizen · Sauwerd · Startenhuizen (deels) · Stitswerd · Tinallinge · Uithuizermeeden · Ulrum · Usquert · Vliedorp · Vierhuizen · Warffum · Warfhuizen · Wehe-den Hoorn · Westerdijkshorn · Westernieland · Wetsinge · Winsum · Zandeweer · Zoutkamp · Zuidwolde · Zuurdijk

Buurtschappen, gehuchten, wierden en buurten: 1e Nijhoezen · 2e Nijhoezen · 't Aagt · Abbeweer · Alinghuizen · Arwerd · Barnegaten · Bellingeweer · Bethlehem · Beusum · Bokum · Breede · Broek · Het Bultje · De Dingen · De Raken · De Vennen · Den Haver · Deikum · Doodstil · Douwen · Duisterwinkel · Eelswerd · Eemshaven · Elens · Ellerhuizen · Ernstheem · Ewer · Grijssloot · Groot Maarslag · Groot Wetsinge · De Haar · Hammeland · Den Hander · Harssens · Hefswal · Hekkum · Helwerd · Heuvelderij · Hiddingezijl · Holwinde · De Hoogte · De Horn · De Houw · 't Houweel · De Hucht · Kaakhorn · Katershorn · Kattenburg · Klei · Kleine Huisjes · Klein Garnwerd · Klein Maarslag · Klein Wetsinge · Kolham · Koningslaagte · Koningsoord · De Knijp · Kruisweg · Lutje Marne · Lutke Saaxum · Maarhuizen · (Marnehuizen) · Menkeweer · Menneweer · Midhalm · Midhuizen · Mollenhuizen · Nijenklooster · Noordpolder · Noordpolderzijl · Obergum · Oldenzijl · Oldorp · Oosterhorn · Oosterhuizen (Eenrum) · Oosterhuizen (Zuidwolde) · Oudedijk · Oudeschip · Paapstil · Panser · Plattenburg · Polen · Ranum · Reidland · Roodehaan · Schapehals · Schaphalsterzijl · Schilligeham · Schouwen · Schouwerzijl · Sint Annerhuisjes · 't Stort · De Streek · Takkebos · Ter Laan · Tijum · Valcum · Valom · Wadwerd · Walsweer · Westerhorn (De Marne) · Westerhorn (Hogeland) · Westerklooster · Westpolder · Wierhuizen · Wierum · 't Wildeveld · Willemsstreek · Zevenhuizen